# Eliane Girod
Eliane Girod ist eine ehemalige Schweizer Basketballspielerin.

## Karriere
Girod nahm mit der Schweizer Basketballnationalmannschaft der Damen an der ersten Weltmeisterschaft 1953 in Santiago de Chile teil. In den Spielen gegen Chile (28:37), Kuba (28:32), Mexiko (25:40), Peru (26:34) und erneut Kuba (17:5) erzielte die Schweizerin 36 Punkte. Gegen Chile (12), Mexiko (10) und Peru (11 Punkte) überzeugte Girod als erfolgreichste Werferin des Teams.
Girod spielte auf Vereinsebene für Chêne Basket aus Chêne-Bougeries, der in den Jahren 1942 und 1954 die nationale Meisterschaft gewann. Im Jahr 2009 lebte Girod in Thônex bei Genf.